# Ted Marcelino
Ted Marcelino est un homme politique canadien, il est élu à l'Assemblée législative du Manitoba lors de l'élection provinciale de 2011. Il représente la circonscription de Tyndall Park en tant qu'un membre du Nouveau Parti démocratique du Manitoba.
Il est le frère de la députée de Logan Flor Marcelino.